# Macrosiphoniella paradoxa
Macrosiphoniella paradoxa är en insektsart. Macrosiphoniella paradoxa ingår i släktet Macrosiphoniella och familjen långrörsbladlöss. Inga underarter finns listade i Catalogue of Life.